# 董光嗣
董光嗣（？—932年），五代十国后唐东川节度使董璋的儿子。
长兴元年（930年）董璋通过為其子娶西川节度使孟知祥之女以相连結，一起反抗后唐朝廷。长兴三年（932年），董璋和孟知祥反目，最后孟知祥击败董璋，董璋让董光嗣归降孟知祥，以保全家族，董光嗣哭着说：「自古豈有殺父以求生之人，寧可与父亲一起赴死。」于是與董璋一起逃走。孟知祥派遣趙廷隱追赶，董璋逃至梓州被殺，董光嗣自縊而死，孟知祥于是并有東川。